# آرثر تشين
آرثر تشين (بالإنجليزية: Arthur Chin)‏ هو عسكري أمريكي، ولد في 23 أكتوبر 1913 في بورتلاند في الولايات المتحدة، وتوفي في 3 سبتمبر 1997.